# Jacobus Petrus Sprenger van Eyk (1842-1907)

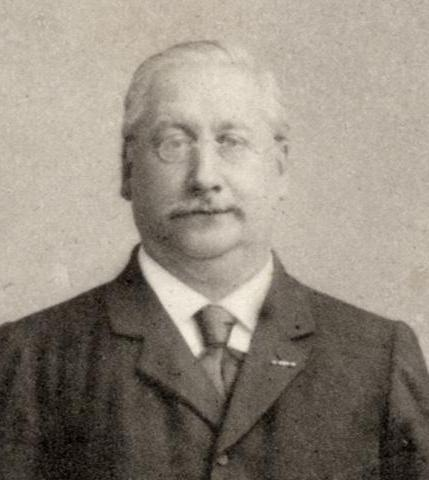
Jacobus Petrus Sprenger van Eyk in 1894

Jacobus Petrus Sprenger van Eyk (Hilvarenbeek, 20 januari 1842 - Utrecht, 21 maart 1907) was een 19e-eeuws Nederlands bewindsman. Hij werd na een carrière in Nederlands-Indië (onder andere inspecteur van financiën en lid van de Raad van Nederlandsch-Indië) minister van Koloniën in het kabinet-Heemskerk Azn. Hij hield zich nadien vooral bezig met het belastingwezen. Sprenger van Eyk bracht als minister van Financiën in het kabinet-Röell de Wet op de personele belasting tot stand. Later werd hij directeur-generaal van de Staatsspoorwegen.

## Familie
Van Eyk was een zoon van predikant ds. Jacob Johannes Sprenger van Eyk (1812-1903) en Wilhelmina Carolina Heshusius (1819-1867). Hij trouwde in 1868 met Louise Cornelia Elisabeth de Roo (1841-1883) en in 1886 met Françoise Johanna Aletta Dina de Neve (1862-1933); uit het tweede huwelijk werden een zoon en een dochter geboren.